# Szlak Zamków Piastowskich
Szlak Zamków Piastowskich – szlak turystyczny o długości 152 km, przebiegający przez tereny województwa dolnośląskiego, oznaczony  kolorem zielonym.
Rozpoczyna się w Zamku Grodno w Zagórzu Śląskim (w którym znajduje się Muzeum Regionalne PTTK Zamek Grodno). Następnie przechodzi przez największy zespół parkowo-zamkowy Zamek Książ (wybudowany w końcu XIII w. przez księcia Bolka I), Zamek w Bolkowie – piastowski zamek Książąt Świdnicko-Jaworskich z XIII w., Zamek Bolczów (ruiny zamku z XIV w.), Jelenią Górę, Siedlęcin (książęca wieża mieszkalna z XIV w.), Wleń i kończy się na Pogórzu Kaczawskim, u podnóża góry Grodziec, gdzie usytuowany jest pochodzący z XV w. zamek Grodziec oraz gotycki kościół.
Na trasie znajduje się 15 zamków i grodów piastowskich.

## Przebieg szczegółowy szlaku
- Zamek Grodno
- Zagórze Śląskie
- Złoty Las
- Modliszów
- Pogorzała
- Witoszów
- Lubiechów
- Zamek Książ
- Pełcznica (Świebodzice)
- Zamek Cisy
- Chwaliszów
- Pietrzyków
- Kłaczyna
- Zamek Świny
- Zamek w Bolkowie
- Pastewnik
- Zamek Niesytno (Płonina)
- Turzec
- Janowice Wielkie
- Zamek Bolczów
- Wojanów
- Dąbrowica
- Strupice (Jelenia Góra)

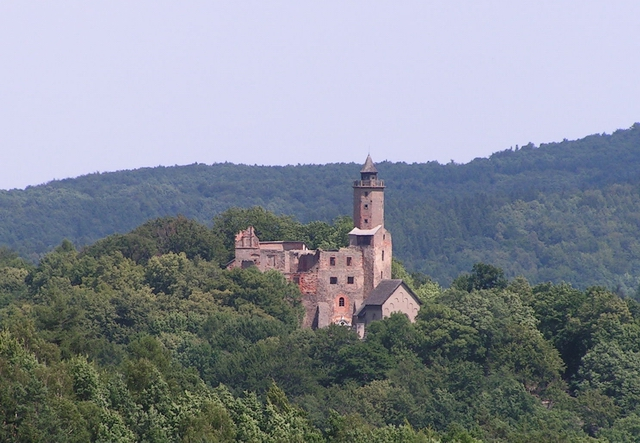
Zamek Grodno

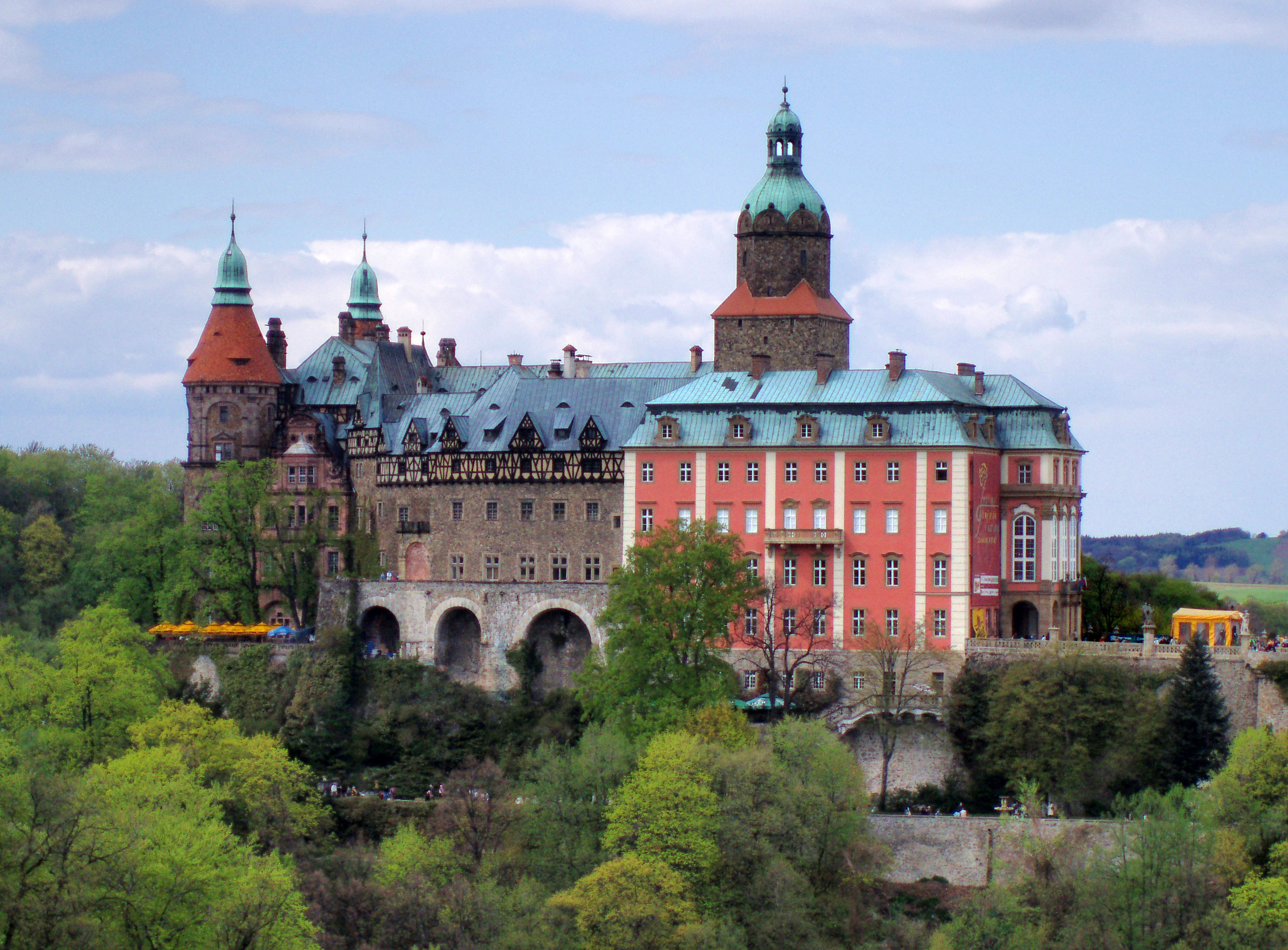
Książ

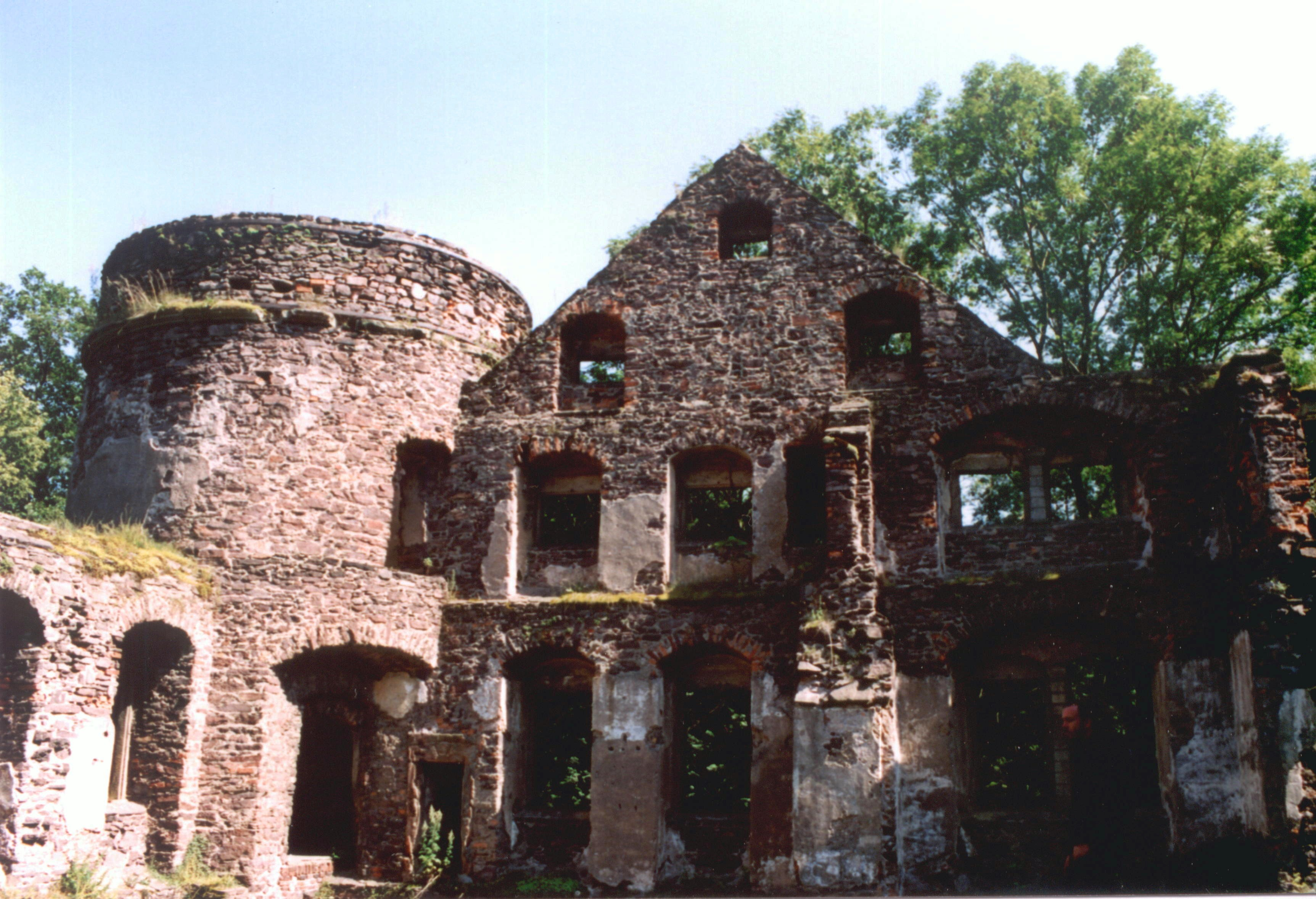
Ruiny północno-zachodniej części Zamku Świny

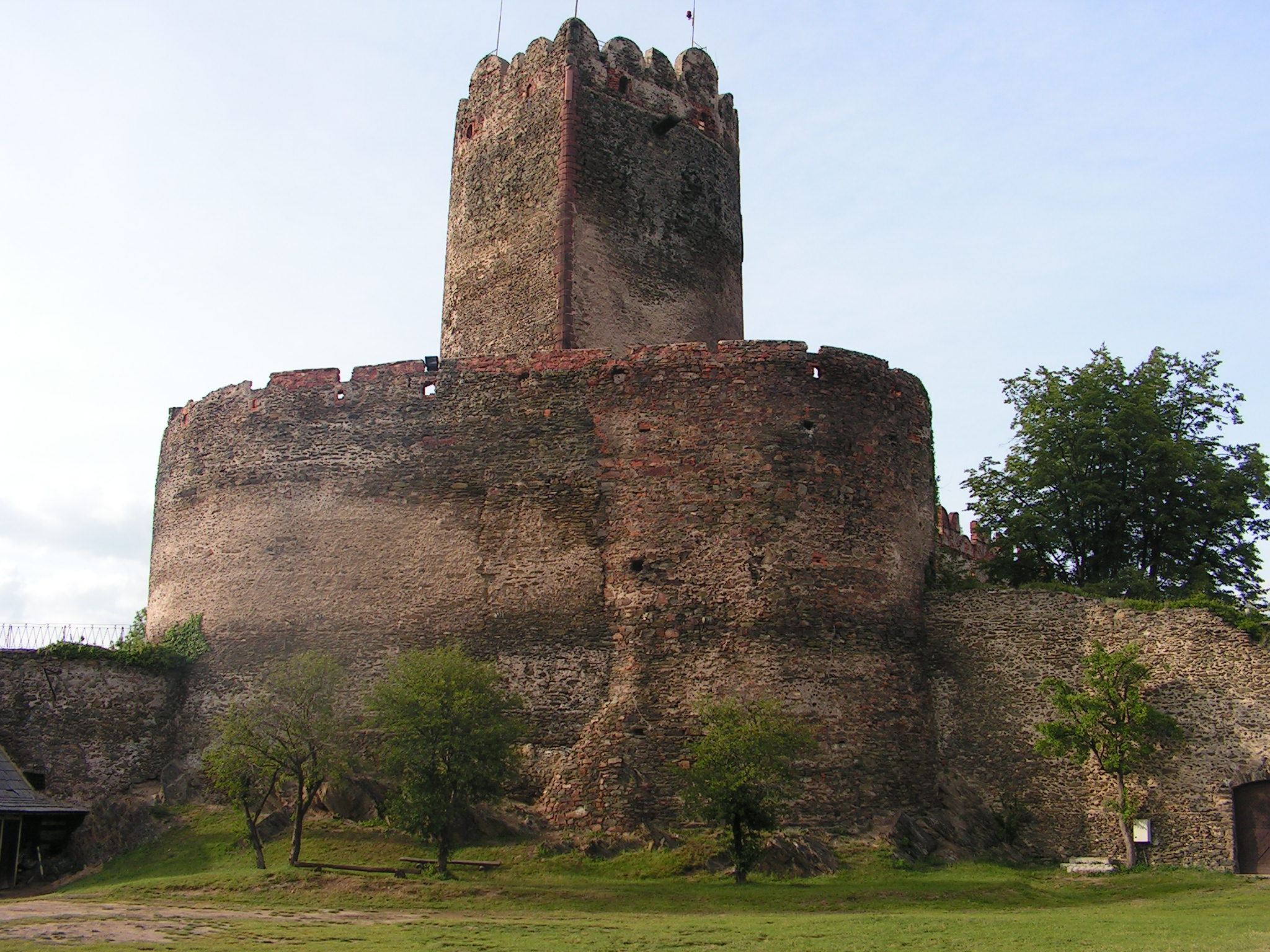
Zamek w Bolkowie

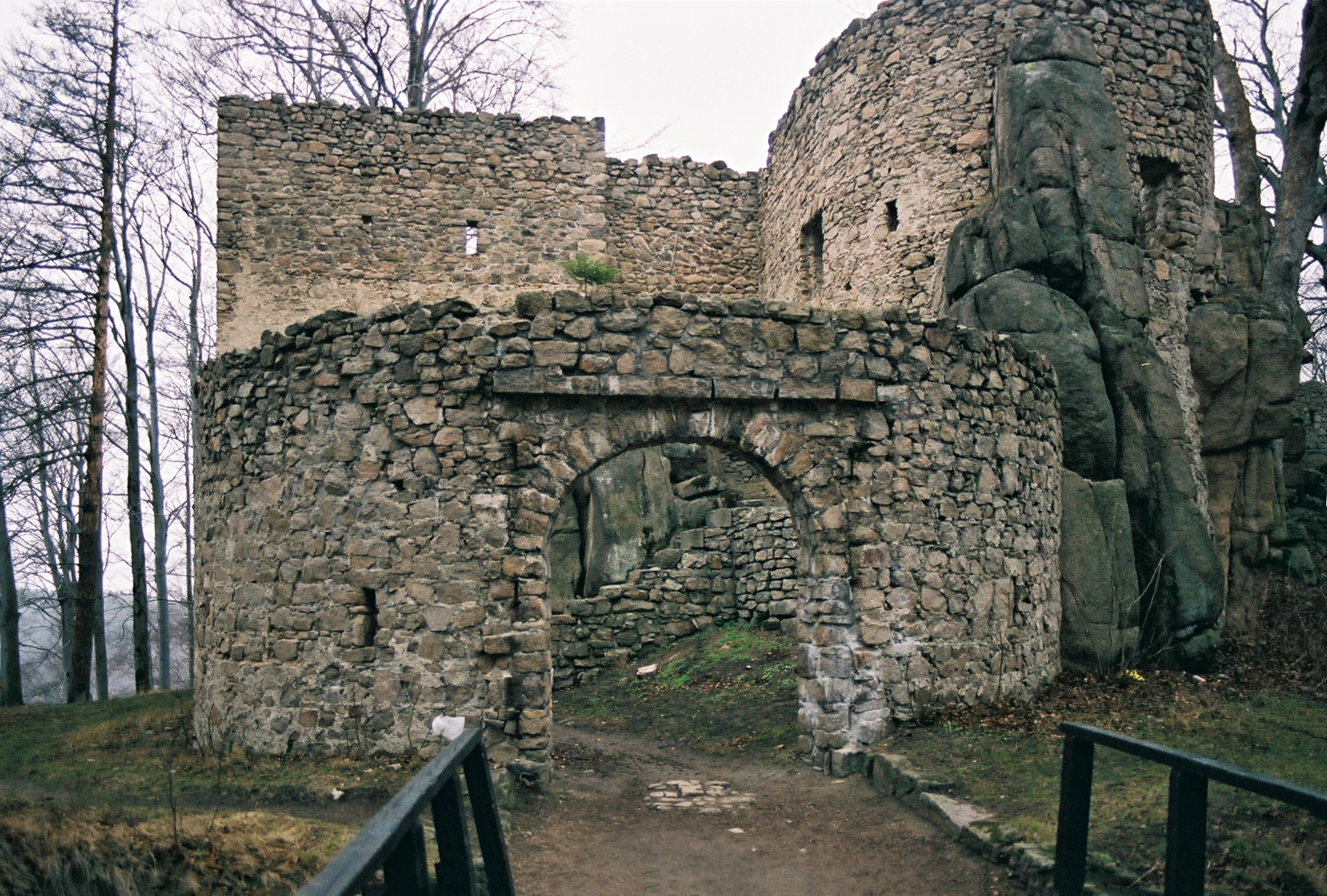
Zamek Bolczów

- Pałac Schaffgotschów w Cieplicach (Jelenia Góra)
- Schronisko PTTK „Perła Zachodu”
- Siedlęcin
- zapora Jeziora Pilchowickiego
- Maciejowiec
- Radomice
- Klecza
- Zamek Wleń
- Ostrzyca
- Twardocice
- Czaple
- Grodziec
- Zamek Grodziec